# Alcippe poioicephala
La fulveta cariparda (Alcippe poioicephala) es una especie de ave paseriforme de la familia Pellorneidae propia del sur de Asia.

## Descripción
La fulveta cariparda mide unos 15 cm, incluida su cola bastante larga. Su plumaje es pardo en las partes superiores y anteado en las inferiores. Su píleo es gris, y sus mejillas oscuras. Tiene el pico corto y oscuro. Se alimenta principalmente de insectos y néctar.

## Taxonomía
Esta especie es una de las que se mantuvieron en el género Alcippe después de que se sacaran de él las fulvetas típicas y otras especies, quedando así lista para trasladarla a la familia Pellorneidae. Sus parientes más próximos probablemente son la fulveta parda y la fulveta cejinegra. 
La fulveta cariparda habita en el sur de la India y el sureste asiático continental. Vive en el sotobosque de los bosques húmedos y la jungla arbustiva. Como la mayoría de sus parientes no es un pájaro migratorio, al tener alas cortas. Suele poner entre dos y tres huevos.

## Reproducción
La fulveta cariparda anida de enero a junio, con el máximo entre enero y febrero. Un estudio muestra que suele haber unos 38 nidos en unos 50.000 metros cuadrados. Construye su nido en los árboles, oculto entre el follaje denso. Tienden a situar su nido en posición central cerca del tallo principal para reducir la posibilidad de expoliación por parte de los depredadores. Las plantas preferidas para anidar son los matorrales de las especies Lasianthus ciliatus (36%) seguidos por los de Saprosma fragrans (27%) y Thottea siliquosa (23%). El nido, en forma de cuenco, está construido con musgo verde, raicillas, líquenes y hierba, situado en la bifurcación de una rama o suspendido en las ramas finas a una altura media de 68 cm del suelo. El nido mide 92 mm de ancho y unos 49 mm de profundidad.
El tamaño de la puesta oscila entre dos y tres huevos, y el periodo de incubación es de 10 ± 2 días y los polluelos permanecen en el nido 12 ± 2  días. El 55% de los huevos consiguen eclosionar y 32% de los polluelos consigue desarrollarse.